# 安东尼奥·扬尼
安东尼奥·扬尼（義大利語：Antonio Janni，1904年9月19日—1987年6月29日），意大利男子足球运动员。他曾代表意大利国家队参加1924年和1928年夏季奥林匹克运动会足球比赛，获得一枚铜牌。